# Projet RPM
Pour les articles homonymes, voir RPM.
Pour plus de détails, voir Fiche technique et Distribution.
Projet RPM (RPM) est un film américano-britannique réalisé par Ian Sharp, sorti en 1998.

## Synopsis
Un rassemblement international de voitures de collection sur la côté d'Azur... Un contrat de plusieurs millions pour dérober un prototype de voiture : la R.P.M.

## Fiche technique
- Réalisateur : Ian Sharp
- Scénaristes : J. P. Gardner, Donald Cammell[1]
- Producteur : Thomas Hedman
- Musique du film : Alan Lisk
- Image : Harvey Harrison
- Montage : Peter Davies
- Distribution des rôles : Marilyn Johnson
- Création des décors : Thierry François
- Créations des costumes : Suzy Peters
- Cascadeur : Cyril Raffaelli
- Coordinateur des cascades : Patrick Cauderlier
- Sociétés de production : Europa Pictures Limited, IFR Corporation NV et Screen Partners Ltd.
- Genre : Comédie
- Durée : 91 minutes

## Distribution
- David Arquette (VF : Bruno Choël) : Luke Delson
- Emmanuelle Seigner (VF : elle-même) : Michelle Claire
- Famke Janssen (VF : Véronique Alycia) : Claudia Haggs
- Steve John Shepherd (VF : Renaud Marx) : Rudy
- Stephen Yardley (VF : Richard Leblond) : Constantine Chiarkos
- Kenneth Cranham (VF : Thierry Murzeau) : Biggerman
- John Bluthal (en) : Grinkstein
- Debora Weston (VF : Évelyn Séléna) : Georgie Rysher
- Jean-Luc Bideau (VF : lui-même) : l'inspecteur Le Blanc
- George Rossi : Zantos
- Bob Sherman (VF : Michel Barbey) : Karl Delson
- Jonathan Cecil (VF : Jacques Ciron) : Lord Baxter
- Patrick Allen (VF : Jacques Brunet) : le millionnaire
- Jerry Hall : la petite-amie